# Neoantistea kaisaisa
Neoantistea kaisaisa là một loài nhện trong họ Hahniidae.
Loài này thuộc chi Neoantistea. Neoantistea kaisaisa được Alberto Barrion & James A. Litsinger miêu tả năm 1995.